# Spelling-Goldberg Productions
Spelling-Goldberg Productions fue una productora de televisión estadounidense establecida el 1 de mayo de 1972 por Aaron Spelling y el principal ejecutivo de televisión de Screen Gems, Leonard Goldberg. Produjeron series durante la década de 1970 como Family, Starsky & Hutch, T. J. Hooker, SWAT, Charlie's Angels, Fantasy Islandy Hart to Hart. Las otras compañías de Spelling, Aaron Spelling Productions (más tarde conocida como Spelling Entertainment y Spelling Television ) y Thomas-Spelling Productions, coexistió en el mismo período de tiempo y produjo otros espectáculos conocidos. La mayoría de las series producidas por Spelling-Goldberg se emitieron originalmente en ABC.

## Historia
En 1973, Spelling-Goldberg llegó a un acuerdo con Metromedia Producers Corporation para distribuir la producción posterior a 1973 para distribución fuera de la red, incluidas películas para televisión y el nuevo Chopper One .
Estuvo involucrado en una demanda con Worldvision Enterprises (anteriormente ABC Films), el primer distribuidor de The Rookies ; luego de la demanda, la sindicación nacional de The Rookies se contrataría con Viacom Enterprises , que distribuiría el programa durante la década de 1990.
Spelling y Goldberg decidieron separarse, y el 27 de junio de 1977, el dúo vendió cuatro de sus series a Columbia Pictures Television , incluidas SWAT , Starsky & Hutch , Charlie's Angels y Family. 
El 17 de mayo de 1982, la empresa fue vendida a Columbia Pictures por más de 40 millones de dólares.
Sony Pictures Television posee actualmente la biblioteca de televisión Spelling-Goldberg (incluidas las series de televisión que fueron coproducidas por Columbia Pictures Television). En mayo de 1986, todas las operaciones activas de Spelling-Goldberg cerraron después del último episodio de TJ Hooker.
En 2015, muchas de estas series ya se ven en Cozi TV.

## Programas de televisión
Todas las series de hoy son propiedad y están distribuidas por Sony Pictures Television actualmente . Todas las series fueron distribuidas previamente por Columbia Pictures Television y sus sucesores (excepto The Rookies , que originalmente fue distribuida por Viacom Enterprises ). Algunos programas se distribuían anteriormente fuera de los Estados Unidos a través de Metromedia Producers Corporation y la sucesora de esa compañía, 20th Century Fox Television.
- Los novatos (1972-1976)
- Helicóptero Uno (1974)
- S.W.A.T. (1975-1976)
- Starsky & Hutch (1975-1979)
- Los ángeles de Charlie (1976-1981)
- Family (1976-1980)
- Fantasy Island (1977–1984; y su renacimiento de 1998–1999 producido por Columbia TriStar Television )
- De ciervo a ciervo (1979-1984)
- TJ Hooker (1982-1986)